# Jim Avignon

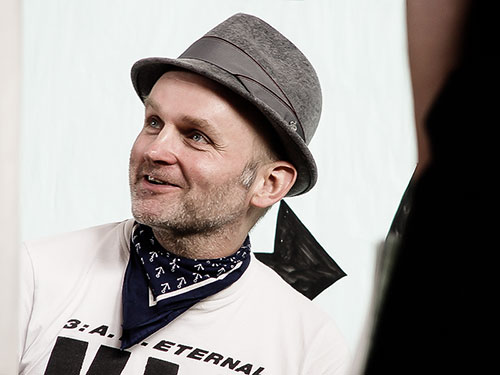
Jim Avignon, TYPO Berlin 2014

Jim Avignon (* 1965, 1966 oder 1968 als Christian Reisz, auch Neoangin) ist ein deutscher Pop-Art-Künstler und Musiker.

## Leben
Avignon macht widersprüchliche Angaben zu seiner Biografie. Laut Deutschlandfunk Kultur wurde er 1965 in München geboren und wuchs in der Nähe von Karlsruhe als Sohn eines Physikprofessors und einer Deutschlehrerin auf. 1989 zog er nach Berlin. Er betätigt sich als Maler, Musiker, Illustrator und Konzeptkünstler. Zentrum seines Arbeitens ist Berlin, speziell die dortigen Techno-Clubs. Vor seiner Karriere als Künstler arbeitete Avignon nach seinen Angaben unter anderem als Programmierer, Altenpfleger und Schulbusfahrer. Ab 2006 lebte Avignon in New York. Derzeit lebt er wieder in Berlin.

## Kunst
Avignon ist dafür bekannt, dass er seine in hohem Tempo zahlreich produzierten Bilder oft zu sehr niedrigen Preisen verkauft oder gar verschenkt. Seine Kunst wurde deswegen auch schon als Cheap Art bezeichnet.
Seine offizielle Karriere als Maler begann er in den frühen 1990er Jahren mit Dekorationen und Bühnenbildern für Rave-Veranstaltungen. Zentrales Motiv in seiner Kunst ist die Schnelligkeit, der Ausdruck des „Lebensgefühls der Generation Techno“ und „das Scheitern des Individuums“ in einer sich ständig beschleunigenden Welt. Dieses zeigt sich auch in seiner Produktivität, die nach seinen eigenen Angaben bei durchschnittlich 4,37 Werken pro Tag liegt. In den 1980er Jahren malte er beispielsweise alle Exponate für eine Ausstellung in einer Woche. Günter Reznicek weist in seinem Vorwort zu Avignons Bildband TV made me do it darauf hin, dass es kaum einen Club in Berlin gebe, in dem Avignon nicht schon ausgestellt habe. Trotz der an die Popkultur angelehnten Umsetzung beziehen sich Avignons Bilder oft kritisch auf die Gegenwartsprobleme wie Bestechung und Korruption  oder den Mangel an wirklicher Kommunikation in der sogenannten Informationsgesellschaft.
Zu Avignons Projekten zählen eine Performance während der Documenta X, in der er außerhalb des offiziellen Ausstellungsprogramms täglich ein neues Bild malte, um es daraufhin wieder zu vernichten und die Anfertigung eines Gemäldes mit einer Fläche von 2800 m², das anlässlich der Wiedereröffnungsfeier des Berliner Olympiastadions von 132 Sportlern in das Stadion getragen wurde. Ein weiteres bekanntes, öffentlich zugängliches Werk ist ein von ihm bemalter Abschnitt des längsten, erhaltenen Berliner Mauerabschnittes, der East Side Gallery. Im Oktober 2013 übermalte Avignon in einer öffentlichkeitswirksamen Aktion sein eigenes, unter Denkmalschutz stehendes Mauerbild von 1991 mit Unterstützung mehrerer Kunstschüler ohne eine Genehmigung dafür zu besitzen. Der Künstlerzusammenschluss Künstlerinitiative ESG e. V. kritisierte die Aktion und prüfte zusammen mit der Denkmalschutzbehörde ein strafrechtliches Vorgehen gegen Avignon.

## Design und Illustration
Avignon gestaltete eine Swatch-Uhr, bemalte ein Flugzeug der Deutschen BA, Autos von Rover und illustrierte ein Kochbuch (Hoch die Dose, 2006). Anlässlich der Buddy Bär Berlin Show 2001 gestaltete er einen Bären, der über ein Jahr auf dem Kurfürstendamm stand. Für den 2005 erschienenen Film One Day in Europe von Hannes Stöhr gestaltete Avignon zusammen mit Neil Reynolds das Filmplakat. Für die deutschen Ausgabe des Rolling Stone schuf er die Cover der CD-Beilage New Noises.
September 2003 erschien mit Welt und Wissen das erste von Avignon illustrierte Buch. Er veröffentlichte auch das Kunst- und Grafik-Magazin attack delay.

## Musik
Mit seiner „1 Mann Heimelektronikband“ Neoangin brachte Avignon mehrere Alben auf den Markt. Außerdem finden international Auftritte in Clubs statt, wo er sowohl musiziert als auch malt. Der Name Neoangin sei eine Anspielung auf die gleichnamigen süßen Halsschmerztabletten. Sein Musikstil kann in weitesten Sinne in der elektronischen Musik verortet werden. Neoangin spielt Elektropop, der unter anderen Pop der 60er, Chanson, New Wave, Electroclash und Hip-Hop zitiert.

## Bücher
- Jim Avignon (Hrsg.): Welt und Wirklichkeit. 2020, ISBN 978-3-95732-448-1.
- Jim Avignon: Business as unusual. 2017, ISBN 978-3-941644-98-4.
- Jim Avignon: Me and the Establishment. Onkel & Onkel, Berlin, 2011, ISBN 978-3-940029-87-4.
- Jim Avignon / Neoangin: Scratchbook. Lieblingslied Records, George Lindt, ISBN 3-938818-07-7.
- Jim Avignon [in der Schreibung „Jim-Avignon“] (Hrsg.): Welt und Wissen. Verbrecher Verlag, Berlin 2003, ISBN 3-935843-16-X.